# 曹德明
曹德明（1955年6月—），上海人，中国法语语言文学学者、教育家。曾任上海外国语大学校长。

## 生平
文化大革命后期被选入到上海外国语学院五七干校外语培训班学习。1976年加入中国共产党。1977年毕业，留校工作。1981年赴法国埃克斯·马赛第一大学（普罗旺斯大学）学习法语语言学，1983年获博士学位。1984年回国。2001年3月任上海外国语大学党委副书记。2005年4月起任上海外国语大学副校长。2006年1月任上海外国语大学校长。2017年6月7日不再担任校长职务（2017年4月28日免去）。
2002年至2006年，担任教育部高等学校外语专业教学指导委员会副主任委员兼法语分委员会主任委员。2015年，受聘为浙江越秀外国语学院稽山讲座学者。

## 出版物
- 《现代法语词汇学》
- 《法汉实用分类词典》
- 《加拿大文学词典》
- 《法语渐进》